# Verner & Verner
Verner & Verner är ett svenskt företag som säljer köksredskap.

## Historik
Företaget startades 1986 i Nordstan i Göteborg. Sortimentet har alltsedan starten varit inriktat på bra köksredskap och rolig matlagning i kombination med stora produktkunskaper. Intresset för matlagning fick stor draghjälp av alla TV-kockar under 1990-talet och kedjan expanderade både genom franchising och egenägda butiker. Som mest fanns drygt 30 butiker över hela landet. Kedjan avvecklades under 2007 och 2008, bland annat såldes flertalet av butikerna till danska Zone Company. Butiken i Göteborg drivs dock vidare och har kompletterats med en webbutik som har fått en allt större omfattning.